# 梅爾維爾 (密蘇里州)
梅爾維爾（英語：Mehlville）是位於美國密蘇里州聖路易斯縣的普查規定居民點。

## 歷史
梅爾維爾的郵局於1876年設立，其後於1902年停運。

## 人口
根據2020年美國人口普查的數據，梅爾維爾的面積為19.76平方千米，當中陸地面積為19.37平方千米，而水域面積為0.39平方千米。當地共有人口28955人，而人口密度為每平方千米1,465.33人。